# Jane Ising
Johanna "Jane" Ising (ur. 2 lutego 1902, zm. 2 lutego 2012) – niemiecka profesor ekonomiki. 

## Życiorys
Urodziła się w Berlinie. Jej mężem był Ernst Ising (ur. 10 maja 1900, zm. 11 maja 1998). Była wyznania luterańskiego. Zmarła w swoje 110 urodziny. Ising studiowała ekonomię na Uniwersytecie Friedrich-Wilhelm w Berlinie w 1926 na podstawie rozprawy na temat ,,problemu bezrobocia w Wielkiej Brytanii po roku 1920". 23 grudnia 1930 poślubiła fizyka Ernsta Isinga. Żyła w Caputh w pobliżu słynnej letniej rezydencji rodziny Einsteina. W 1947 roku wyemigrowała do Stanów Zjednoczonych.